# Bataille de Pyongyang
Guerre sino-japonaise (1894-1895)
Batailles
Première guerre sino-japonaise
- Palais de Gyeongbok
- Pungdo
- Seonghwan
- Pyongyang
- Yalou
- Jiuliancheng
- Lüshunkou
- Port-Arthur
- Weihaiwei
- Yingkou
- Pescadores

La bataille de Pyongyang (平壌作戦) est le second grand affrontement terrestre de la première guerre sino-japonaise. Elle a lieu le 15 septembre 1894 en Corée et est parfois appelée dans les sources occidentales de l'époque bataille de Ping-yang. Entre 13 000 et 15 000 soldats chinois de l'armée de Beiyang arrivent à Pyongyang le 4 août 1894 et effectuent d'intenses réparations des anciennes murailles de la ville, restant confiants dans leur supériorité numérique et la solidité des défenses.

## La bataille
Les 10 000 hommes (chiffre non confirmé) du 1er corps de l'armée impériale japonaise se répartissent entre la 5e division provinciale (Hiroshima) du lieutenant-général Nozu Michitsura, et la 3e division provinciale (Nagoya) du lieutenant-général Katsura Tarō. Les forces japonaises débarquent à Chemulpo (actuelle Inchon) le 12 juin 1894 sans rencontrer d'opposition. Après une brève sortie au sud lors de la bataille de Seonghwan le 29 juillet 1894, la première armée prend la route de Pyongyang au Nord, et reçoit des renforts en chemin ayant débarqué dans les ports de Busan et de Wonsan.
La première armée japonaise converge sur Pyongyang de différentes directions le 15 septembre 1894 et attaque directement aux coins nord et sud des fortifications sans grande couverture de l'artillerie. Les défenses chinoises résistent mais sont surprises par une attaque des Japonais par derrière, et les Chinois accusent de lourdes pertes par rapport aux Japonais. À 16 h 30, la garnison hisse le drapeau blanc pour indiquer qu'elle se rend. La chute de la ville est cependant retardée par de fortes pluies. Tirant avantage de ce délai inespéré et de la tombée de l'obscurité, les survivants de la garnison chinoise s'échappent de la ville et se réfugient à Wiju (actuel village d'Uiju en Corée du Nord) le long du fleuve Yalou. 
Le général Qing musulman Zuo Baogui (1837-1894), originaire de la province du Shandong, est tué au combat à Pyongyang par l'artillerie japonaise. Un mémorial à son honneur a plus tard été construit.
Pyongyang est capturée par les forces japonaises le matin du 16 septembre 1894.

## Conséquences
Après la bataille de Pyongyang, le général Nozu prend le commandement de la première armée japonaise à la place de Yamagata Arimoto pour raisons de santé. La 5e division passe ainsi sous le commandement du lieutenant-général Oku Yasukata. Les Japonais avancent ensuite au Nord jusqu'au fleuve Yalou sans rencontrer de résistance. Les Chinois décident (tout comme les Russes dix ans plus tard durant la guerre russo-japonaise) d'abandonner le Nord de la Corée et de défendre la rive Nord du fleuve Yalou.

## Source de la traduction
- (en) Cet article est partiellement ou en totalité issu de l’article de Wikipédia en anglais intitulé « Battle of Pyongyang » (voir la liste des auteurs).